# Churchtown (ort i Irland)
Churchtown (iriska: Baile an Teampail) är en ort i republiken Irland.   Den ligger i grevskapet County Cork och provinsen Munster, i den sydvästra delen av landet, 210 km sydväst om huvudstaden Dublin. Churchtown ligger 103 meter över havet och antalet invånare är 509.
Terrängen runt Churchtown är platt åt sydväst, men åt nordost är den kuperad.Runt Churchtown är det ganska glesbefolkat, med 45 invånare per kvadratkilometer. Närmaste större samhälle är Ráth Luirc, 9,9 km norr om Churchtown. Trakten runt Churchtown består i huvudsak av gräsmarker.